# Salleboeuf
Salleboeuf är en kommun i departementet Gironde i regionen Nouvelle-Aquitaine i sydvästra Frankrike. Kommunen ligger i kantonen Créon som tillhör arrondissementet Bordeaux. År 2022 hade Salleboeuf 2 771 invånare.

## Befolkningsutveckling
Antalet invånare i kommunen Salleboeuf
Referens:INSEE